# Đặng Quốc Khánh (chính khách)
Đặng Quốc Khánh (sinh ngày 2 tháng 9 năm 1976) là chính trị gia người Việt Nam. Ông nguyên là Ủy viên Trung ương Đảng khóa XIII, từng giữ chức Bộ trưởng Bộ Tài nguyên và Môi trường; nguyên Bí thư Tỉnh ủy Hà Giang, Trưởng đoàn Đại biểu Quốc hội tỉnh Hà Giang, Ủy viên Ủy ban Kinh tế Quốc hội khóa XV. Ông nguyên là Ủy viên dự khuyết BCH Trung ương Đảng khóa XII, Trưởng đoàn Đại biểu Quốc hội tỉnh Hà Tĩnh, Ủy viên Ủy ban Tài chính – Ngân sách, Đại biểu Quốc hội khóa XIV.
Đặng Quốc Khánh là Đảng viên Đảng Cộng sản Việt Nam, học vị Kỹ sư Xây dựng, Tiến sĩ Quản lý đô thị, Cao cấp lý luận chính trị. Ông có sự nghiệp xuất phát từ tỉnh Hà Tĩnh, từng là Chủ tịch tỉnh trẻ tuổi nhất Việt Nam trước khi được điều chuyển công tác lãnh đạo các địa phương khác.

## Xuất thân và giáo dục
Đặng Quốc Khánh sinh ngày 2 tháng 9 năm 1976 tại xã Tiên Điền, tỉnh Nghệ Tĩnh, nay là thị trấn Tiên Điền, huyện Nghi Xuân, tỉnh Hà Tĩnh, trong một gia đình cách mạng, truyền thống gia giáo ở Nghi Xuân. Bố của ông là nhà báo, chính trị gia Đặng Duy Báu, chị gái là Đặng Thị Quỳnh Diệp; lớn lên ở Hà Tĩnh và tốt nghiệp Trường Trung học phổ thông Huỳnh Thúc Kháng ở thành phố Vinh niên khóa 1991–94. Sau đó, tháng 9 năm 1994, ông tới thủ đô Hà Nội, trúng tuyển và nhập học Trường Đại học Kiến trúc Hà Nội, tốt nghiệp Kỹ sư chuyên ngành Xây dựng dân dụng và công nghiệp vào tháng 6 năm 1999. Năm 2009, ông trở lại trường Kiến trúc, là nghiên cứu sinh chuyên ngành quản lý đô thị và công trình, bảo vệ thành công luận án tiến sĩ đề tài "Quản lý quy hoạch xây dựng các khu du lịch ven biển Bắc Trung Bộ", trở thành Tiến sĩ Quản lý đô thị vào năm 2012.
Ngày 20 tháng 9 năm 2002, ông được kết nạp Đảng Cộng sản Việt Nam, trở thành đảng viên chính thức vào ngày 20 tháng 3 năm 2003. Trong quá trình hoạt động Đảng và Nhà nước, ông theo học các khóa tại Học viện Chính trị Quốc gia Hồ Chí Minh, nhận bằng Cao cấp lý luận chính trị. Nay, ông thường trú tại phường Trần Phú, thành phố Hà Tĩnh, cư trú tại phường Nguyễn Trãi, thành phố Hà Giang.

## Sự nghiệp

### Thời kỳ Hà Tĩnh
Tháng 9 năm 1999, sau khi tốt nghiệp đại học, Đặng Quốc Khánh trở về quê nhà Hà Tĩnh và bắt đầu sự nghiệp của mình khi được bổ nhiệm công chức làm Chuyên viên Phòng Thẩm định, Sở Xây dựng tỉnh Hà Tĩnh. Bốn năm sau, tháng 9 năm 2003, ông được thăng chức làm Phó Trưởng phòng Quy hoạch – Kiến trúc của Sở, rồi được bầu làm Bí thư Chi đoàn Sở Xây dựng, bổ nhiệm làm Trưởng phòng Quy hoạch – Kiến trúc vào tháng 10 năm 2005. Tháng 2 năm 2007, ông nhậm chức Phó Giám đốc Sở Xây dựng, đồng thời là Ủy viên Ban Chấp hành Liên đoàn Lao động tỉnh, Phó Chủ tịch Công đoàn ngành xây dựng tỉnh Hà Tĩnh, và sau đó là Bí thư Chi bộ, Giám đốc Sở Xây dựng từ tháng 10 năm 2008, khi 32 tuổi. Tháng 9 năm 2010, tại Đại hội Đảng bộ tỉnh Hà Tĩnh lần thứ XVII, ông được bầu làm Ủy viên Ban Chấp hành Đảng bộ tỉnh, tiếp tục là Giám đốc Sở Xây dựng cho đến tháng 12, được Tỉnh ủy Hà Tĩnh điều chuyển về huyện Nghi Xuân, vào Ban Thường vụ, nhậm chức Bí thư Huyện ủy Nghi Xuân, đồng thời trúng cử Đại biểu Hội đồng nhân dân tỉnh Hà Tĩnh từ 2011.
Tháng 7 năm 2013, Đặng Quốc Khánh được Hội đồng nhân dân tỉnh bầu, được Thủ tướng Nguyễn Tấn Dũng bổ nhiệm làm Phó Chủ tịch Ủy ban nhân dân tỉnh Hà Tĩnh, và là Chủ tịch Liên hiệp các hội Khoa học Kỹ thuật Hà Tĩnh ở khối tổ chức xã hội, khoa học. Tháng 10 năm 2015, tại Đại hội Đảng bộ tỉnh lần thứ XVIII, ông tái đắc cử là Tỉnh ủy viên, được bầu làm Ủy viên Ban Thường vụ Tỉnh ủy, tiếp tục là Phó Chủ tịch tỉnh. Ngày 26 tháng 1 năm 2016, tại Đại hội đại biểu toàn quốc lần thứ XII của Đảng, ông được bầu làm Ủy viên dự khuyết Ban Chấp hành Trung ương Đảng Cộng sản Việt Nam khóa XII. Đến ngày 10 tháng 4, Tỉnh ủy Hà Tĩnh bầu ông làm Phó Bí thư Tỉnh ủy, phân công làm Bí thư Ban Cán sự Đảng Ủy ban nhân dân tỉnh, sau đó được giới thiệu kiện toàn bộ máy lãnh đạo và được Hội đồng nhân dân bầu ông làm Chủ tịch Ủy ban nhân dân tỉnh vào ngày 21, tất cả đều đạt tỷ lệ 100%. Ông trở thành Chủ tịch tỉnh khi 39 tuổi, trẻ nhất cả nước vào thời điểm đó.

### Hà Giang
Ngày 6 tháng 7 năm 2019, Bộ Chính trị quyết định điều động Đặng Quốc Khánh tới tỉnh Hà Giang, vào Ban Thường vụ, nhậm chức Bí thư Tỉnh ủy Hà Giang. Tháng 10 năm 2020, tại Đại hội Đảng bộ tỉnh Hà Giang lần thứ XVII, ông tái đắc cử là Bí thư Tỉnh ủy. Ngày 30 tháng 1 năm 2021, tại Đại hội Đại biểu toàn quốc Đảng Cộng sản Việt Nam khóa XIII, ông được bầu làm Ủy viên chính thức Ban Chấp hành Trung ương Đảng Cộng sản Việt Nam khoá XIII. Ông tiếp tục lãnh đạo toàn diện tỉnh Hà Giang trong nhiệm kỳ 2020 – 2025.

### Đại biểu Quốc hội
Tháng 6 năm 2016, Đặng Quốc Khánh ứng cử và trúng cử là Đại biểu Quốc hội khóa XIV từ Hà Tĩnh, đạt tỷ lệ hơn 91%, đồng thời là Trưởng đoàn Đại biểu Quốc hội khóa XIV tỉnh Hà Tĩnh, Ủy viên Ủy ban Tài chính – Ngân sách của Quốc hội. Tháng 7 năm 2019, khi bắt đầu công tác mới ở tỉnh Hà Giang, ông được Ủy ban Thường vụ Quốc hội Việt Nam khóa XIV điều chuyển làm Đại biểu Quốc hội từ Hà Giang, đồng thời là Trưởng đoàn Đại biểu Quốc hội tỉnh Hà Giang. Năm 2021, ông tiếp tục trúng cử là Đại biểu Quốc hội khóa XV từ Hà Giang, đạt tỷ lệ 96%, là Ủy viên Ủy ban Kinh tế của Quốc hội.

### Bộ trưởng Bộ Tài nguyên và Môi trường
Ngày 22 tháng 5 năm 2023, tại kỳ họp thứ 5, Quốc hội khóa XV, Quốc hội đã bầu ông Đặng Quốc Khánh giữ chức Bộ trưởng Bộ Tài nguyên và Môi trường thay cho ông Trần Hồng Hà đã được bầu giữ chức Phó Thủ tướng Chính phủ.
=== Thôi việc. === (Do tham ô, tham nhũng, nhận hối lộ)
Chiều ngày 3 tháng 8 năm 2024, căn cứ các quy định của Đảng, xem xét nguyện vọng cá nhân, Ban Chấp hành Trung ương Đảng Cộng sản Việt Nam quyết định cho thôi chức Ủy viên Trung ương Đảng khóa XIII đối với ông Đặng Quốc Khánh.
Ngày 26 tháng 8 năm 2024, tại Kỳ họp bất thường lần thứ 8, Quốc hội khóa XV, ông được Quốc hội Việt Nam khóa XV miễn nhiệm chức vụ Bộ trưởng Bộ Tài nguyên và Môi trường nhiệm kỳ 2021 - 2026 theo đề nghị của Thủ tướng Phạm Minh Chính.

## Khen thưởng
- Huân chương Lao động hạng Ba;